# Domenico Chiodo
Domenico Chiodo (Genova, 30 ottobre 1823 – La Spezia, 19 marzo 1870) è stato un generale e architetto italiano, ufficiale del Genio militare, che progettò gli arsenali navali della Spezia e di Taranto e curò l'ampliamento di quello di Venezia.

## Biografia
Nato da Giovan Battista (* Savona, 5 novembre 1779 † Genova, 3 febbraio 1855), maggior generale del genio marittimo e fratello maggiore di Agostino), e da Teresa De Simoni, frequentò la Scuola di marina di Genova come allievo esterno, uscendone con il grado di guardiamarina nel settembre 1838.
Nel 1857 venne incaricato da Cavour dello studio di fattibilità per un cantiere navale nel golfo della Spezia. Invece di un'opera di modeste dimensioni, Chiodo propose la realizzazione di un grande arsenale di cui anche Cavour aveva intuito la grande utilità.
Gli fu pertanto conferito l'incarico di stendere il progetto per la realizzazione dell'Arsenale Militare Marittimo e di dirigerne i lavori per i quali il governo stanziò 36 milioni di lire (in valuta dell'epoca).
Per il suo lavoro Chiodo si avvalse anche dei contemporanei studi compiuti dal geologo spezzino Giovanni Capellini che, nel 1863, redasse e pubblicò la carta geologica del territorio della Spezia, e che ad essa fece seguire il volume Descrizione geologica dei dintorni del golfo della Spezia.
I lavori dell'Arsenale, iniziati il 21 aprile 1862, terminarono il 28 agosto 1869.
Nel 1863 si recò anche ai cantieri della Senna e a Marsiglia; tuttavia alle sue progettazioni vanno riconosciute autonomia e un originale gusto neoclassico.

Si occupò del progetto preliminare per la trasformazione e l'ammodernamento dell'antico Arsenale di Venezia.
Incaricato di rappresentare l'Italia alla cerimonia dell'inaugurazione del Canale di Suez, si spinse nel Sudan dove contrasse la malaria, malattia di cui morì poco dopo il suo ritorno in patria.

## Omaggi
La città della Spezia lo ha voluto ricordare con un monumento omonimo, opera dello scultore genovese Santo Varni, nella piazza antistante l'Arsenale da lui progettato.
Alla sua memoria sono intitolate strade a La Spezia, Genova e Roma.